# 希格尔曲
希格尔曲，位于中华人民共和国青海省海西蒙古族藏族自治州天峻县东北部的一条河流，布哈河左岸支流。发源于托莱南山的岗格尔肖合力峰以东10千米的山地，干流先向东南流20千米转向西南，再流10千米到达木里山口，继续向西南流经龙门乡、阳康乡，于阳康乡西南约3.5千米汇入布哈河上游段阳康曲。河长84千米，流域面积2047平方千米，河道平均比降16‰，年均径流量约1.16亿立方米。从木里山口起，干流与天木公路（X415）基本平行。